# Brimont
Brimont é uma comuna francesa na região administrativa do Grande Leste, no departamento de Marne. Estende-se por uma área de 12.61 km², e possui 442 habitantes, segundo o censo de 2018, com uma densidade de 35 hab/km².